# BEP Empire/Get Original
Singles de Black Eyed Peas
Karma
(1999) Weekends
(2000)
BEP Empire/Get Original est une double face A du groupe américain Black Eyed Peas extraite de leur deuxième album studio Bridging the Gap. Il s'agit du premier single de l'album sorti le 8 août 2000. Il se place à la 44e position aux États-Unis dans le Hot Rap Singles[réf. nécessaire].

## Liste des pistes
- Face A

1. BEP Empire (Radio Edit)
2. BEP Empire (Album Version)
3. BEP Empire (Instrumental)

- Face B

1. Get Original (Radio Edit)
2. Get Original (Album Version, featuring Chali 2na)
3. Get Original (Instrumental)

## Classement hebdomadaire
| Classement (2000)      | Meilleure position |
| ---------------------- | ------------------ |
| États-Unis (Rap Songs) | 44                 |